# Onni Veijonen
Onni Nestor Veijonen, född 30 april 1898 i Lahtis, död 25 augusti 1944 i Joensuu, var en finländsk skådespelare. Han var gift med skådespelaren Saima Lehmus och var farfar till skådespelaren Juha Veijonen.
Veijonen studerade recitation hos Ilmari Räsänen och sång hos Väinö Sola. Han inledde skådespelarkarriären vid Eero Alps turnerande teater 1917. Han anställdes senare vid teatrarna i Viborg, Uleåborg, Kotka, Tammerfors och Åbo samt vid Evert Suonios musikteater och Brunnshusets operett. Åren 1935–1940 verkade han vid Helsingfors arbetarteater och filmdebuterade år 1920. Veijonen avled på ett militärsjukhus i Joensuu 1944.

## Filmografi[3]
- Kilu-Kallen ja Mouku-Franssi kosioretki, 1920
- Kun solttu-Juusosta tuli herra, 1921
- Sunnuntaimetsästäjät, 1921
- Sano se suomeksi, 1931
- Tee työ ja opi pelaamaan, 1936
- Den röda spionen, 1938
- Poikamiesten holhokki, 1938
- Laulu tulipunaisesta kukasta, 1938
- Under knutpiskan, 1939
- Halveksittu, 1939
- Aktivister, 1939
- Punahousut, 1939
- Suomi-Filmin sotilaspila 3, 1940
- Suomi-Filmin sotilaspila 4, 1940
- En mans väg, 1940
- Kersantilleko Emma nauroi?, 1940
- Tavaratalo Lapatossu ja Vinski, 1940
- Timmerkungens son, 1940
- Ketunhäntä kainalossa, 1940
- Morsian yllättää, 1941
- Varaventtiili, 1942